# Tổng giáo phận Santiago de Chile
Tổng giáo phận Công giáo La Mã Santiago de Chile (tiếng Latin: Archidioecesis Sancti Iacobi ở Chile) là một trong năm tổng giáo phận La Mã nhìn thấy của Giáo hội Công giáo La Mã ở Chile. Tổng giám mục hiện tại là Ricardo Ezzati Andrello.

## Giáo phận
- Giáo phận Công giáo La Mã Linares
- Giáo phận Công giáo La Mã Melipilla
- Giáo phận Công giáo La Mã Rancagua
- Giáo phận Công giáo La Mã San Bernardo
- Giáo phận Công giáo La Mã San Felipe, Chile
- Giáo phận Công giáo La Mã Talca
- Giáo phận Công giáo La Mã Valparaíso